# Martin Andreas Udbye

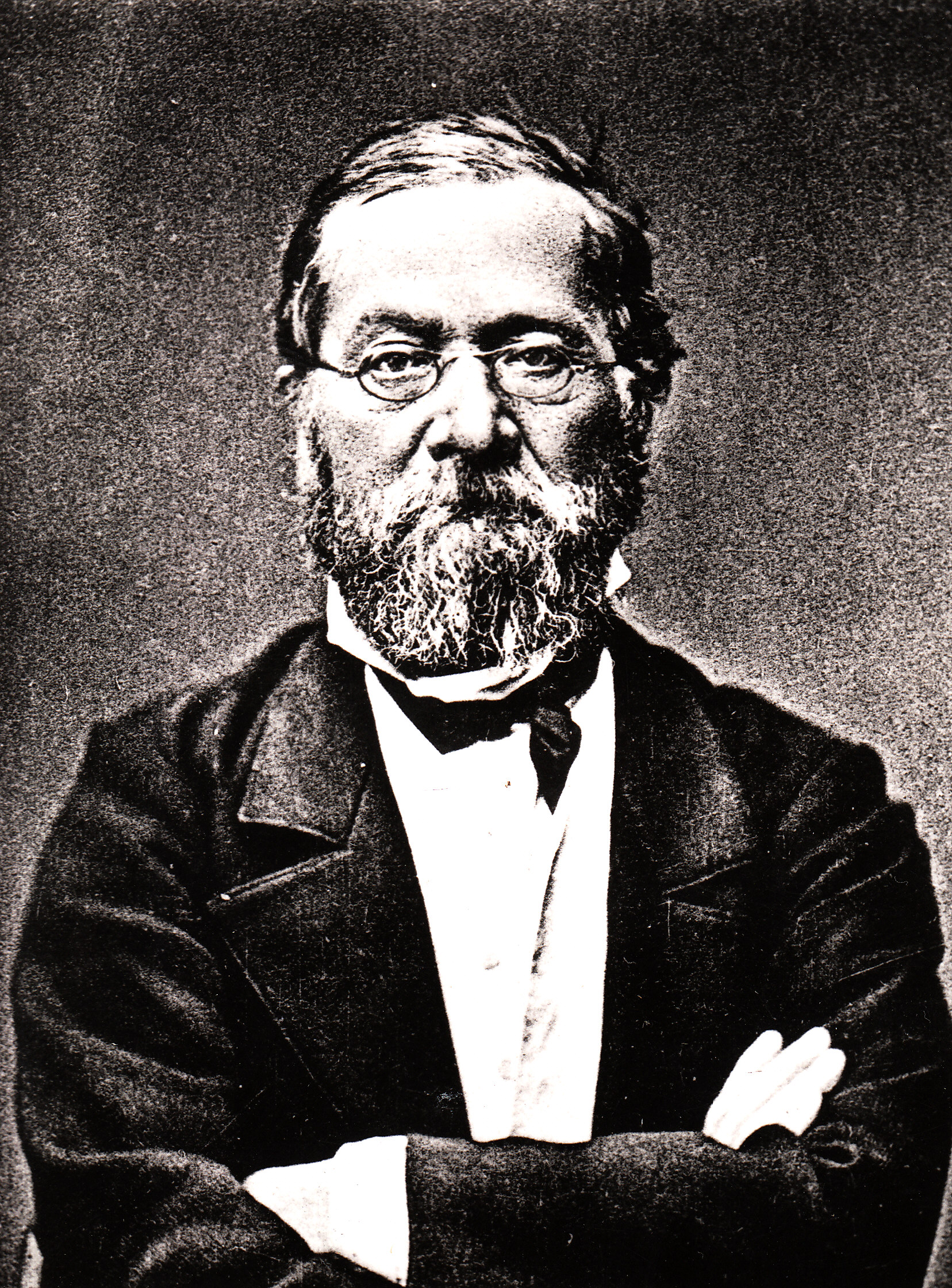
Martin Andreas Udbye

Martin Andreas Udbye (* 18. Juni 1820 in Trondhjem, heute Trondheim, Norwegen; † 10. Januar 1889 ebenda) war ein norwegischer Komponist und Organist.
Er stammte aus ärmlichen Verhältnissen und brachte sich selbst das Geigen- und Cellospielen bei. Durch Selbststudium brachte er es so weit, dass er im Alter von 16 Jahren eine Stelle als Hauslehrer bekam. Zwei Jahre später begann er seine lebenslange Tätigkeit als Volksschullehrer in Trondhjem. Ab 1853 war er zusätzlich noch Organist. Im Alter von 31 Jahren hatte er genügend Geld verdient, um in Leipzig zu studieren. Zu seinen Lehrern zählten Moritz Hauptmann (Orgel) und Carl Ferdinand Becker (Komposition). In Leipzig komponierte er sein erstes Streichquartett (Opus 1), dessen Qualität so außergewöhnlich war, dass das Werk bei Breitkopf & Härtel erschien. Zwei weitere Quartette sollten folgen. 1858 erhielt er ein staatliches Reisestipendium, das es ihm ermöglichte, Österreich, Deutschland und England zu besuchen. Da er sich zunehmend um seine zahlreichen Kinder kümmern musste, blieb er danach in Norwegen.
Er wurde häufig als enttäuschter und verbitterter Mann beschrieben, da er z. B. bei der Anstellung eines neuen Domorganisten übergangen wurde. Dieser Anlass diente ihm als Inspiration für ein satirisches Orchesterwerk: Lumpacivagabundus (Opus 23) von 1861. Udbye genoss aber hohes Ansehen bei seinen Zeitgenossen. Henrik Ibsen wollte 1861 mit ihm ein Opernprojekt (Fjeldfuglen) anfangen, und der bekannte Chordirigent Johan Didrik Behrens führte zahlreiche von Udbyes Chorwerke auf und ließ sie drucken. Udbye schrieb sechs Singspiele und außerdem die erste norwegische Oper, Fredkulla (etwa: die Friedensbraut) von 1857 bis 1858. Sie wurde aber nie aufgeführt, da kurz vor der langerwarteten Premiere (1877) das Theater in Oslo niederbrannte. Erst 1958 wurde im norwegischen Rundfunk eine Konzertfassung ausgestrahlt. Ein anderes wichtiges Werk ist das kantatenähnliche Sonatorrek (Opus 44) von 1872. Als Text wurde hier eine Übersetzung der isländischen Saga von Egill Skallagrímsson herangezogen. Seine Opusliste umfasst etwa 800 meist unveröffentlichte Werke.
Das 1907 errichtete Grabmonument Udbyes befindet sich auf dem Friedhof des Trondheimer Doms.